# 格鲁吉亚事件

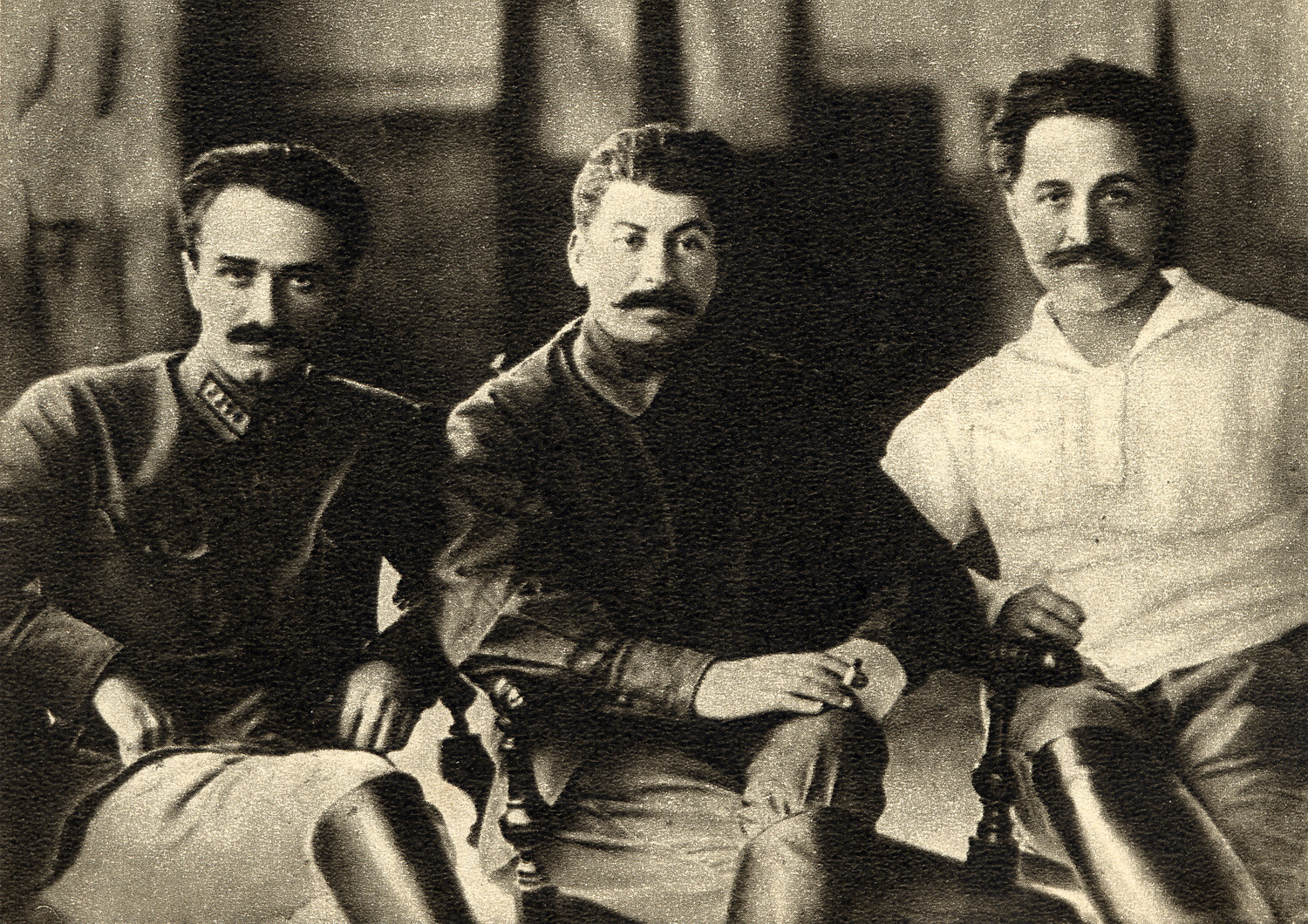
阿纳斯塔斯·米高扬，约瑟夫·斯大林和谢尔戈·奥尔忠尼启则于1925年在第比利斯的照片

1922年格鲁吉亚事件（俄语：Грузинское дело）是苏联成立前布尔什维克内部发生的一场政治冲突，起因是党内对格鲁吉亚苏维埃社会主义共和国的社会和政治发展方向意见不合。冲突的一方是格鲁吉亚布尔什维克，以菲利普·马哈拉泽和波利卡尔普·姆季瓦尼为首；另一方是俄罗斯的布尔什维克领导人，主要是约瑟夫·斯大林和谢尔戈·奥尔忠尼启则。这场冲突以斯大林和奥尔忠尼启则的胜利而告终，它导致了格鲁吉亚温和派共产党政府的垮台。
在布尔什维克夺取格鲁吉亚政权后不久，相关的争端就出现了。双方争论的内容很复杂，涉及格鲁吉亚的自治权、布尔什维克的民族政策，以及这些政策具体如何应用于格鲁吉亚等，格鲁吉亚方面希望保留自治权。1922年3月，莫斯科决定将格鲁吉亚、亚美尼亚和阿塞拜疆合并为外高加索联邦共和国，此举遭到了格鲁吉亚方面的坚决反对，他们希望自己能在苏联内拥有正式成员国的地位。
格鲁吉亚事件还是斯大林与生病的弗拉基米尔·列宁之间权力斗争的关键转折，格鲁吉亚人尝试获得列宁的支持，并得到列宁大力支持。这一事件促成了列宁和斯大林之间的最后决裂，是列宁撰写其遗嘱的原因之一。

## 背景
然而，在不到一年的时间里，斯大林与姆季瓦尼及其盟友发生了公开冲突。最重要的争论点之一是格鲁吉亚在预计的苏维埃加盟共和国联盟中的地位问题。不顾其他格鲁吉亚布尔什维克的强烈反对，格里戈尔·奥尔忠尼启则于1921年底启动了由所有三个外高加索共和国——亚美尼亚、阿塞拜疆和格鲁吉亚——组成的联盟，作为解决日益激烈的领土和民族争端的一种手段，并在斯大林强力的后盾和支持下，坚持让这个联邦加入苏联共同成为一个联邦共和国。这使得各共和国（尤其是格鲁吉亚，乌克兰）的党组织非常不满，格鲁吉亚中央执行委员会，尤其是姆季瓦尼，强烈反对这一提议，希望他们国家保留更强大的身份并作为正式成员加入联盟，而不是作为单一外高加索社会主义联邦苏维埃共和国的一部分。（然而，奥尔忠尼启则的提议在格鲁吉亚党代表大会上获得了普通代表的支持。）斯大林和他的助手指责格鲁吉亚中央执行委员会“自私的民族主义”，并将他们称为“民族偏差主义者”。格鲁吉亚中央执行委员会则以“大俄罗斯沙文主义”作为回应。
1922年10 月21日，姆季瓦尼与莫斯科联系，严厉斥责奥尔忠尼启则。同一天，列宁一开始发电斥责姆季瓦尼，维护斯大林的立场，并表示支持外高加索共和国的政治和经济一体化，并通知格鲁吉亚领导人，他拒绝接受他们对莫斯科欺凌策略的批评。
冲突在1922年11月达到顶峰，当时奥尔忠尼启则对姆季瓦尼组织的一名成员使用暴力行为，并在一次口头冲突中袭击了他。格鲁吉亚领导人向列宁抱怨并提出了一长串虐待行为，包括臭名昭著的奥尔忠尼启则事件。

## 列宁的参与
1922年11月下旬，列宁派遣契卡领导人捷尔任斯基到梯弗里斯调查此事。捷尔任斯基同情斯大林和奥尔忠尼启则，因此试图在他对列宁的报告中，编写明显温和的描述。然而，列宁对斯大林及其盟友在格鲁吉亚问题上的行为的怀疑反而增加了。他还害怕在国外和其他苏维埃加盟共和国可能会出现负面的抗议。
1922年12月下旬，列宁得知斯大林的自治化方案以后，十分生气，说“我宣布要同大俄罗斯沙文主义决一死战。”列宁主张的是各苏维埃共和国平等地成立苏联，不放弃主权，列宁承认奥尔忠尼启则和斯大林都犯有将大俄罗斯民族主义强加于非俄罗斯民族的罪行。斯大林看见列宁态度如此强硬，便做了妥协，同意成立苏联，但是仍然做了很多的小动作，如把格鲁吉亚和阿塞拜疆，亚美尼亚硬缝合在一起，搞了个外高加索苏维埃联邦，使得格鲁吉亚低于俄罗斯联邦。
尽管如此，列宁对格鲁吉亚问题的担忧并不是根本性的，随着他的健康状况恶化，格鲁吉亚领导人失去了任何主要盟友，眼睁睁地看着格鲁吉亚被迫加入与俄罗斯、乌克兰和白俄罗斯签署条约的外高加索联邦，在1922年12月30日加入，他们都在一个新的苏联。
在政治局的1923年1月25日关于格鲁吉亚去除姆季瓦尼和他的盟友的决定，代表了奥尔忠尼启和他的支持者一个决定性的胜利。